# Hypoestes stenoptera
Hypoestes stenoptera är en akantusväxtart som beskrevs av Raymond Benoist. Hypoestes stenoptera ingår i släktet Hypoestes och familjen akantusväxter. Inga underarter finns listade i Catalogue of Life.